# Campionato oceaniano di baseball
Il campionato oceaniano di baseball è il principale torneo per squadre nazionali di baseball dell'Oceania ed è organizzato dalla Baseball Confederation of Oceania (BCO). Esso è di recente formazione, essendosi disputato per la prima volta nel 1999. Precedentemente, infatti, le poche squadre oceaniane esistenti (tra cui la forte Australia) potevano disputare il campionato asiatico.
Emblematico del bassissimo livello di sviluppo del baseball in questo continente è il fatto che le edizioni del 2004 e del 2007 siano state vinte a tavolino dall'Australia per assenza di avversari, mentre nel 2000 e nel 2003 solo due squadre parteciparono.

## Edizioni
| Anno          | Ospitante |           | Oro             | Argento    | Bronzo |
| 1999 Dettagli | Guam      | Guam      | Samoa Americane | Micronesia |        |
| 2000 Dettagli | Guam      | Guam      | Samoa Americane | –          |        |
| 2003 Dettagli | Guam      | Australia | Guam            | –          |        |
| 2004 Dettagli | Australia | Australia | –               | –          |        |
| 2007 Dettagli | Australia | Australia | –               | –          |        |

## Medagliere storico
| Posizione | Nazione         | Oro | Argento | Bronzo | Totale |
| --------- | --------------- | --- | ------- | ------ | ------ |
| 1         | Australia       | 3   | 0       | 0      | 3      |
| 2         | Guam            | 2   | 1       | 0      | 3      |
| 3         | Samoa Americane | 0   | 2       | 0      | 2      |
| 4         | Micronesia      | 0   | 0       | 1      | 1      |